# Мерчант, Ларри
Ларри Мерчант (англ. Larry Merchant; урождённый Ларри Кауфман, (англ. Larry Kaufman); 11 февраля 1931, Нью-Йорк, США) — американский боксёрский журналист, аналитик и телекомментатор. Член Международного зала боксёрской славы.

## Биография
Родился в Нью-Йорке 11 февраля 1931 года.
Окончил Среднюю школу Лафайет и Университет Оклахомы (по специальности журналистика).
В 1953 году стал спортивным редактором газеты Wilmington News. После этого недолгое время поработал в Ассошиэйтед Пресс. Позднее был назначен спортивным редактором Philadelphia Daily News, где он вёл колонку. В 1965—1975 годах работал обозревателем в New York Post. В 1975 году работал репортёром и комментатором на NBC, а также вёл колонку для Los Angeles Herald Examiner. В 1978 году пришёл на канал HBO в качестве боксёрского аналитика и телекомментатора. Проработал там до 2012 года.

## Семья
Женат на актрисе Патрисии Стич. У пары есть дочь, Джули.

## Признание
- Включён во Всемирный зал боксёрской славы[7].
- В 1985 году получил награду «Сэм Тауб Эворд» BWAA[7][1][2].
- В 2006 году получил награду «Барни Наглер Эворд» BWAA.
- В 2008 году получил награду «Эй Джей Либлинг Эворд» BWAA[2].
- В 2009 году включён в Международный зал боксёрской славы[1][2].